# UN-Sonderberichterstatter für Rassismus und Fremdenfeindlichkeit
Die Stelle der Sonderberichterstatterin zu Rassismus und Fremdenfeindlichkeit (englisch Special Rapporteur on contemporary forms of racism, racial discrimination, xenophobia and related intolerance) wurde geschaffen, um Vorfälle zeitgenössischer Formen von Rassismus und Rassendiskriminierung von Menschen afrikanischer, arabischer und asiatischer Herkunft zu untersuchen (kurz: alle außer Menschen kaukasischer Herkunft), sowie Fremdenfeindlichkeit gegenüber Migranten, Flüchtlingen, Asylsuchenden, Angehörigen von Minderheiten und indigenen Völkern sowie anderen Opfern der Erklärung von Durban und seinem Aktionsprogramm (DDPA), da deren anerkannten Menschenrechte aufgrund von Rassendiskriminierung als grobe und systematische Menschenrechtsverletzung gilt.

## Das UN-Mandat
Die UN-Menschenrechtskommission schuf diese Stelle am 2. März 1993 mittels einer Resolution, in welcher auch der Auftrag definiert wurde. Dieses UN-Mandat ist auf drei Jahre befristet und wird regelmäßig verlängert. Nachdem die UN-Menschenrechtskommission im Jahr 2006 durch den UN-Menschenrechtsrat ersetzt wurde, ist dieser nun zuständig und übt die Aufsicht aus. Die letzte Verlängerung des Mandates erfolgte am 7. April 2017.
Die Sonderberichterstatterin ist keine Mitarbeiterin der Vereinten Nationen, sondern wird von der UN mit einem Mandat beauftragt und dazu erließ der UN-Menschenrechtsrat einen Verhaltenskodex. Der unabhängige Status der Mandatsträgerin ist für die unparteiische Wahrnehmung ihrer Aufgaben entscheidend. Die Amtszeit eines Mandats ist auf maximal sechs Jahre begrenzt.
Sie erstellt thematische Studien und erarbeitet Leitlinien zur Verbesserung der Menschenrechte. Die Sonderbeauftragte macht auf Einladung von Staaten Länderbesuche und kann in beratender Funktion Empfehlungen abgeben. Sie prüft Mitteilungen und unterbreitet den Staaten Vorschläge, wie sie allfällige Missstände beheben können. Sie macht auch Anschlussverfahren in welchen sie die Umsetzung der Empfehlungen prüft. Dazu erstellt sie Jahresberichte für den UN-Menschenrechtsrat.

## Amtsinhaber
- 1993–2002 Maurice Glèlè-Ahanhanzo – Benin
- 2002–2008 Doudou Diène – Senegal
- 2008–2011 Githu Muigai – Kenia
- 2011–2017 Mutuma Ruteere – Kenia
- 2017–2022 E. Tendayi Achiume – Sambia
- seit 2022 Ashwini K. P. – Indien